# Supply Chain Management: An International Journal
Supply Chain Management: An International Journal (SCM:IJ) ist eine sechsmal jährlich erscheinende wissenschaftliche Zeitschrift zum Thema Supply-Chain-Management.

## Rezeption
Das Zeitschriften-Ranking VHB-JOURQUAL 3 (2015) stuft die Zeitschrift in die Kategorie B ein. Der Zwei-Jahres-Impact-Factor von Clarivate Analytics liegt bei 4.725 (2019). Im Academic Journal Guide 2021 der Chartered Association of Business Schools ist die Zeitschrift mit einer „3“ (= „highly regarded journal“) bewertet.